# Guðmundr Svertingsson
Guðmundr Svertingsson var en isländsk skald verksam under 1200-talets första år. Han är endast känd för sin Hrafnsdrápa; en erfidrápa (arvedrapa) på drottkvätt om hövdingen Hrafn Sveinbjarnarson, troligen tillkommen kort efter dennes död i mars 1213. 
Hrafn Sveinbjarnarson var en vittberest och helgonlik välgörare, som besatt en nästan övernaturlig förmåga att med böner och medikamenter bota sjukdomar och sår. Men utan egen förskyllan råkade han i fejd med en grannhövding och mördades.
Elva strofer ur Guðmundr Svertingssons drapa har bevarats i den biografiska Hrafns saga Sveinbjarnarsonar, där de av författaren används som källor. Stroferna nämner tre av Hrafns utlandsresor: vallfärderna till Thomas Beckets grav i Canterbury, till Egidius kapell i Saint-Gilles och Jakobs grav i Santiago de Compostela. En färd till Nidaros med biskop Guðmundr Arason omtalas också och en strof prisar Hrafns storhet som läkare/helbrägdagörare. Drapans två sista bevarade strofer, som rör mordet på Hrafn, framställer honom som martyr. Enligt sagan tände fienderna eld på gården där han var instängd med sitt folk. Hrafn erbjöd sig då att frivilligt överlämna sig själv mot att de andra fick fritt avtåga. Drapans slut ekar Kaifas ord i Joh. 11:50 och 18:14, att det är bättre att en man dör för folket än att hela folket förgås. Ett av drapans syften, liksom syftet med den senare skrivna sagan, kan ha varit att bereda väg för en helgonförklaring av den populäre hövdingen. Det är i vart fall klart att många samtida efter Hrafns död betraktade honom som ett helgon.
Biografiska uppgifter om Guðmundr Svertingsson saknas. Medan hirdskalder alltmer förlorade betydelse vid de skandinaviska kungahoven under 1100- och 1200-talen tycks sturlungatidens isländska hövdingar fortfarande ha knutit skalder till sig. Asbirningarnas Skáld-Hallr och sturlungarnas Ingjaldr Geirmundarson är exempel på detta. Ingen av de sena hövdingaskalderna har dock blivit mer än parentetiskt ihågkommen. Guðmundr Svertingsson kan ha varit Hrafns skald på Eyri (Hrafnseyri) även om detta inte klart utsägs i sagan, men det skulle förklara varför han var först att skriva hövdingens eftermäle.
Finnur Jónsson beskriver Guðmundr Svertingssons diktning som efterklang: ”omskrivningerne er mange og ikke synderlig heldige; digteren stræber at efterligne ældre skjalde, f.ex. Markús Skeggjason, og der er ingen digterisk flugt i hans vers.”